# Dolní Dehtov
Dolní Dehtov je malá vesnice, část obce Třebihošť v okrese Trutnov. Nachází se asi 3 km na jihovýchod od Třebihoště. Ve vesnici pramení Bystrý potok; jejím jižním okrajem probíhá silnice II/300. V roce 2009 zde bylo evidováno 28 adres. V roce 2001 zde trvale žilo 29 obyvatel.
Dolní Dehtov leží v katastrálním území Horní Dehtov o výměře 5,62 km2.